# Eksplozja fajerwerków w Tultepec
Eksplozja fajerwerków w Tultepec – eksplozja, która miała miejsce 20 grudnia 2016 na targu San Pablito w Tultepec w Dystrykcie Federalnym w Meksyku.

## Przebieg zdarzenia
Do serii eksplozji doszło w trakcie sprzedaży fajerwerków na targowisku. W wyniku katastrofy ostatecznie zginęły 42 osoby, a 84 osób odniosło obrażenia. Na skutek wybuchów zniszczeniu uległy pobliskie domy i znaczna część rynku. Przyczyną eksplozji był prawdopodobnie proch z fajerwerków.